# Trichinella spiralis
 (octobre 2009).
Si vous disposez d'ouvrages ou d'articles de référence ou si vous connaissez des sites web de qualité traitant du thème abordé ici, merci de compléter l'article en donnant les références utiles à sa vérifiabilité et en les liant à la section « Notes et références ».
Espèce
Trichinella spiralis ou Trichine est une espèce de nématodes, un embranchement de vers non segmentés recouverts d'une épaisse cuticule et menant une vie libre ou parasitaire.
Trichinella spiralis est un ver parasite, agent de la trichinose chez l'homme et de nombreux mammifères : il parasite surtout les rongeurs et les suidae (porcs, sangliers...) ; mais aussi près de 40 millions d'êtres humains sont infestés chaque année en mangeant de la viande de porc pas assez cuite.

## Définition
La Trichine (Trichinella spiralis) est un ver rond de très petite taille. Parasite non spécifique, il peut se développer chez tous les mammifères. La présence des adultes dans l'intestin, puis des larves dans les masses musculaires, constitue la trichinellose.

## Répartition géographique et importance
Bien que les cas humains de trichinellose soient devenus assez rares, 4 ordres de faits justifient l'intérêt qui s'attache à cette parasitose :
- l'extrême gravité des infestations massives, qui aboutissent très souvent à 50 % de mortalité ;
- la persistance de foyers importants en Asie, en Afrique et au Proche-Orient ;
- l'actuelle remontée du taux des infestations dans les pays européens où l'on consomme à nouveau le porc cru, salé ou fumé, ou insuffisamment cuit, alors que seule la cuisson « à cœur », portant chaque fibre musculaire à plus de 55 °C, tue les larves infestantes ;
- le caractère très particulier de cette verminose qui se traduit cliniquement par un syndrome inflammatoire majeur commandant la thérapeutique.

## Morphologie
Le mâle, en massue, mesure à peine 1,5 mm. La femelle, deux fois plus longue, est blanchâtre et rappelle, avec son extrémité antérieure effilée, celle du trichocéphale.

## Biologie
La Trichine est un parasite des mammifères. Le cycle est à un seul hôte, sans phase de vie libre. Le ver adulte vit dans l'intestin grêle. Après l'accouplement, la femelle pénètre dans les cryptes de Lieberkühn puis dans les espaces lymphatiques. Vivipare, elle libère une moyenne de 15 000 larves qui, par le cœur gauche, gagnent les masses musculaires où elles s'enkystent.
Pour que le cycle soit bouclé, il faut que les muscles parasités servent de repas à un mammifère neuf, carnassier ou omnivore. Libérées par digestion de leur kyste, les larves gagnent l'intestin grêle et deviennent adultes.
L'homme s'infeste en mangeant la chair parasitée du porc, du sanglier, du phacochère, du chien, du phoque, de l'ours blanc, du cheval ou de tout autre mammifère infesté. Chez lui, les larves enkystées sont en impasse parasitaire et évoluent vers la calcification.

## Clinique
Les infestations légères, mal étiquetées ou inapparentes sont des diagnostics d'autopsies systématiques : 16 % en moyenne aux États-Unis, où la maladie serait actuellement liée à la consommation de "saucisses d'été", faites à la maison.
Par contre, la Trichine libérant dans l'organisme des métabolites hautement toxiques et allergisants, les infestations massives constituent des affections graves aboutissant souvent à la mort. Leur tableau clinique dramatique associe un syndrome inflammatoire important aux actions successives ou combinées des vers adultes sur l'intestin (phase d'invasion), des larves en migration vers les muscles (phase d'état) et des larves enkystées (phase de chronicité).
Après une phase d'incubation muette et très courte, 24 à 48 heures, on entre dans la phase d'invasion ou phase intestino-inflammatoire :
- violents troubles gastro-intestinaux de type catarrhal commençant par des douleurs épigastriques avec vomissements et aboutissant à une diarrhée abondante, grisâtre, cholériforme ;
- forte élévation thermique à 40–41 °C, donnant une fièvre en plateau ;
- malade abattu, couvert de sueurs profuses, sans appétit, mais présentant une soif intense ;
- le laboratoire révèle une accélération de la vitesse de sédimentation, une chute de la sérine, un pic de gamma-globulines et une éosinophilie croissante, atteignant jusqu'à 30 % et plus.

Dans les cas les plus graves, les émissions cholériformes subintrantes aboutissent à la mort en 24 ou 48 heures. Autrement, l'évolution se fait en une semaine vers la phase suivante ; période d'état ou phase allergico-musculaire :
- le malade est complètement prostré, adynamique, avec quelques bouffées délirantes ;
- le plateau thermique persiste à 40–41 °C ;
- de plus, on voit apparaître des œdèmes importants, surtout aux paupières et à la face, d'où le nom de « maladies des grosses têtes » donné en Allemagne ;
- enfin des myalgies, spontanées ou provoquées, amènent des gênes à la mastication, à la déglutition et des troubles la parole.

Le laboratoire confirme les données obtenues dès la phase d'invasion, avec un pic des gamma-globulines proportionnel à la gravité de l'infestation, et une éosinophilie supérieure à 50 % qui passe par un maximum atteignant souvent 70 % et même 90 %. Ici encore, les formes très graves sont interrompues par une mort rapide, par un œdème aigu du poumon, myocardite ou encéphalite, ou plus tardive, par anémie, amaigrissement et cachexie.
Les formes plus bénignes évolueront en deux à quatre semaines vers la dernière phase, phase de chronicité ou musculaire pure : c'est la phase d'enkystement et de fibrose pendant laquelle le syndrome inflammatoire régresse avec retour progressif de la température à la normale. La myosite douloureuse fait place à des raideurs et contractures chroniques entraînant gênes fonctionnelles, déformations et atrophies.
À ce stade, la biopsie musculaire montre les larves enkystées et révèle le taux d'infestation qui peut atteindre les chiffres considérables de 1 200 à 1 500 kystes par gramme de muscle. Lorsque les kystes sont calcifiés, la radiographie donne les images typiques avec semis de "grains de semoule".

## Diagnostic
Le diagnostic clinique sera fait exceptionnellement (foyer actif connu, pseudo-épidémie locale), et la confirmation parasitologique rarement possible, par découverte d'adultes dans les selles au début, de larves dans le sang, la lymphe ou le LCR plus tard, de kystes dans des biopsies musculaires enfin. La forte éosinophilie doit diriger vers des examens sérologiques qui seront positifs, et enfin vers des radiographies au stade de calcification.

## Traitement
- À la phase de début, intestinale, n'importe quel antihelmintique peut guérir le malade, pipérazine ou albendazole par exemple ; cependant cette phase n'est pratiquement jamais diagnostiquée.
- Au stade tissulaire, un seul traitement semble actif à l'heure actuelle : le thiabendazole ou Mintezol.
- Contre les phénomènes inflammatoires ou allergiques, on emploie des corticoïdes et le Cortancyl.
- Une calcithérapie intraveineuse associée à une antibiothérapie aident le malade à lutter et lui éviteront les infections secondaires.
- Il n'existe aucun traitement capable de tuer les larves.